# Too Late
Too Late ist ein 2015 erschienenes Independent-Drama von Dennis Hauck, der Regie führte und das Drehbuch schrieb. Der Film besteht aus fünf je etwa 20-minütigen Szenen, die jeweils in einer einzigen Einstellung auf 35-mm-Film gedreht wurden.

## Handlung
Die Stripperin Dorothy ruft von einem Park in Los Angeles aus den Privatdetektiv Mel Sampson an. Sie verwendet dafür das Telefon zweier Drogendealer, die sie dort zufällig trifft, und von denen sie außerdem eine Ecstasy-Tablette annimmt. Während sie auf Sampson wartet, begegnet sie dem angeblichen Parkranger Skippy, der zuerst mit ihr flirtet und sie dann erwürgt. Die beiden Drogendealer finden ihre Leiche und flüchten, weil sie annehmen, dass ihr Ecstasy sie umgebracht hat.
Drei Tage später wird Sampson von Dorothys Großmutter, die seine Nummer in Dorothys Adressbuch fand, beauftragt, das plötzliche Verschwinden ihrer Enkelin aufzuklären. Dorothys Mutter Mary hingegen glaubt nicht, dass ihrer Tochter etwas zugestoßen ist. Sie versucht, Sampson zu verführen. Der gesteht ihr, dass er derjenige ist, der sie vor 21 Jahren bei einem One-Night-Stand geschwängert hat – also Dorothys Vater. Zudem berichtet er, dass Dorothy ihn um Hilfe gebeten hat und er schließlich ihre Leiche gefunden, aber ihre Identifizierung verhindert hat. So habe er ungestört von der Polizei die Mörder ausfindig machen können, die er nun töten will. Mary wirft ihn aus dem Hotel, in dem sie sich getroffen haben. Beim Hinausgehen lauern ihm die beiden Drogendealer auf, die befürchten, dass er sie belasten könnte. Sie schießen ihm in die Brust und laufen abermals davon, doch Sampson überlebt.
Sampson hat herausgefunden, dass Dorothy versuchte, ihren Boss Gordy zu erpressen, nachdem sie Fotos fand, die ihn beim Fremdgehen zeigen. Dieser beauftragte Skippy mit dem Mord. Als Sampson Gordy in dessen Villa aufsucht, um ihn seinerseits zu erwürgen, kommt es zu einer Eifersuchtsszene und Gordys Frau erschießt Gordy, den zufällig anwesenden Vater Skippys und schließlich sich selbst.
Sampson hatte Dorothy, die er bis dahin immer wieder observiert hatte, vor drei Jahren im Stripclub getroffen, und sich mit ihr angefreundet. Er habe sich, wie er später sagt, als ihr Vater offenbaren wollen, aber nicht die richtigen Worte gefunden. Er traf sich nie wieder mit ihr, begann aber eine einjährige Beziehung mit ihrer Kollegin Jilly Bean. Er trifft Jill in dem Autokino wieder, in dem er plant, Skippy festzunehmen, um ihn der Polizei zu übergeben. Im Gespräch mit Jill erfährt er, dass diese ebenfalls vorhatte, Gordy zu erpressen, dann aber die belastenden Fotos verlor. Kurz bevor die beiden gemeinsam Skippy festnehmen wollen, küssen sie sich. Sampson ist bei der Festnahme unkonzentriert und wird so von Skippy überwältigt und erschossen.

## Produktion
Die fünf Akte des Films wurden im Verlauf zweier Jahre von fünf unterschiedlichen Crews in jeweils einer Plansequenz gedreht. Im letzten Akt gibt es einen Schnitt, um eine Fahrstuhlfahrt zu überspringen. Es wurden keine versteckten Schnitte angewendet. Allerdings zeigt der Film einmal mittels Split Screen eine zusätzliche Kameraperspektive, und unmittelbar vor dem Ende wird die Einstellung für die Einblendung einiger Fotos unterbrochen. Ansonsten geschieht der Wechsel zwischen verschiedenen Orten und Blickwinkeln über ausgiebige Kameraschwenks, Zooms und Steadicam-Fahrten.
Die Szenen des Films werden, ohne dass dies sofort ersichtlich ist, nicht in chronologischer Reihenfolge abgespielt. So erfährt der Zuschauer etwa erst zum Schluss, dass Sampson Dorothys Vater ist.
Das Lied Down With Mary, das Sampson für Dorothy und die Musikerin Sally Jaye in der Bar spielt, hat der Darsteller John Hawkes selbst geschrieben. Der Regie-Debütant Dennis Hauck hatte die Rolle für ihn geschrieben und das Drehbuch so lange überarbeitet, bis Hawkes schließlich seine Beteiligung an dem Film zusagte.
Der Film hatte seine Premiere am 11. Juni 2015 auf dem Los Angeles Film Festival. Ab dem 18. März 2016 wurde er in einigen amerikanischen Kinos mit 35-Millimeter-Projektoren gezeigt. Dem Branchendienst Box Office Mojo zufolge war der Film dabei nicht in mehr als sieben Kinos gleichzeitig im Programm und spielte insgesamt etwa 60.000 Dollar ein. Bei einzelnen Vorstellungen sollte im Anschluss Haucks Kurzfilm Sunday Punch von 2010 gezeigt werden, in dem Dichen Lachman („Jilly Bean“) die Hauptrolle spielt.

## Rezeption
Die Kritiker des Films verorteten diesen im Genre des Film noir und stellten vielfach starke Anleihen zu Regisseuren wie Quentin Tarantino und Robert Altman fest, sind sich jedoch darüber uneins, ob Hauck seinen Vorbildern gerecht wird.
Die Los Angeles Times sieht in dem Film ein „eigenwilliges Meisterwerk, das den Stil von Filmemachern wie Quentin Tarantino, Robert Altman und sogar ‚Welcome to L.A.‘s Alan Rudolph wiederholt, während es auf amüsante Weise klassische Detektivfilmmotive ehrt.“
Raffi Asdourian befindet, dass „während definitiv die Fetischisierung von Dialogen, Charakteren und selbst Erzählweisen im Tarantino-Stil vorliegt, macht Too Late einen bewundernswerten Job darin, Tribut an diese Methode zu zollen und dabei auch den Geschmack von etwas Neuem einzubringen“.
Der Seattle Times zufolge sei das Skript hingegen zwar „voller Überraschungen, Wendungen und Rückwärtserzählungen der Art, von der Quentin Tarantino bewies, dass er ein Meister darin ist“ und erinnere an Hitchcocks Cocktail für eine Leiche, Altmans The Player und den „neuen Champion dieser Kategorie“, Russian Ark, die Ergebnisse seien allerdings „ungleichmäßig“.
Auch Will Ashton befindet, es sei „eine dieser Filmimitationen die immer riskieren, ihr eigenes Potential zu gefährden, indem sie sich im Schatten ihrer Vorgänger sonnen. Und er bleibt vielleicht tatsächlich ein bisschen zu nah an diesen Filmen – von Jackie Brown über Boogie Nights zu Goodfellas – um wirklich herauszustechen, oder um mehr als ein schwer fassbarer, gelegentlich launischer Möchtegern zu werden.“ Der Film sei zwar „mit Sicherheit ein Trittbrettfahrer, aber ein verdammt guter – ein knackiger Neo-Noir-Film, der genau weiß was er sein will, selbst wenn Haucks Erzählweise nicht annähernd so stark ist wie seine technische Zurschaustellung. Stolz, ein gottesfürchtiger Film zu sein, der die Kurve niemals schneidet, hat Too Late nicht das Durchhaltevermögen seiner Einflüsse, aber macht dennoch definitiv Eindruck.“
Die meistdiskutierten Aspekte des Films sind die Umsetzung der Plansequenzen sowie die nicht-chronologischen Szenenabfolge, die die Kritiker in zwei Lager spalten.
Gary Goldstein sieht, dass „Hauck, mit großer Hilfe von Bill Fernandez' cleveren, wohlmodulierten Techniscope-Aufnahmen, die Plansequenzen des Films eindrucksvoll mit einer guten Balance zwischen Intimität und Breite choreografiert“.
Die Variety erkennt in jedem Segment ein „kleines Wunder komplexer Regieanweisungen und Kamerabewegungen“.
Auch Alex Williams sieht „atemberaubend komponierte und ausgeführte Kameraarbeit“ als größte Stärke des Films, der den technischen Herausforderungen „immensem Selbstvertrauen und Präzision“ begegne. „Die Eröffnungssequenz des Films ist eine unglaubliche Herausforderung, die mit einem halben Dutzend Besetzungsmitglieder jongliert und es erfordert, dass Hawkes' Charakter auf einem eine Meile entfernten Hochhaus erspäht wird“.
Nach Michael Nordine sei der extreme Zoom in jener Szene, bei dem vom Park bis auf Sampsons Wohnung gezoomt wird, „gleichzeitig Low-Fi und virtuos, die Art von Aufnahme, von der man sich vorstellen kann, dass der Filmemacher sie sich schon lange vor dem eigentlichen Schreiben des Drehbuchs erträumt hat“.
Diese technischen Gimmicks seien aber nicht der alleinige Selling Point des Films, so Ain't It Cool News, „sie sind die Dekoration, die einen bereits besonderen Film zu etwas ausgesprochen Einzigartigem machen“.
Auf der anderen Seite bewundert Robert Abele zwar generell Bill Fernandez' „Bravourstück der One-Take-Choreographie“, sieht darin aber auch gerade das zentrale Problem eines technischen Experiments wie Too Late: „Selbst Meta-Bravour braucht dann und wann mal eine Pause. […] Aber wenn sich die Dinge beruhigen und die Darbietungen akzentuiert werden, findet Hauck eine ansprechende Balance zwischen dem funkensprühenden Aufeinandertreffen Fremder und den Schicksalsfallen, die im Noir-Genre so alltäglich sind, und warum eine ununterbrochene Aufnahme solch eine spannende Art sein kann, das zu vermitteln.“
Auch Glenn Kenny findet zwar lobende Worte für Bill Fernandez, der „einen tollen Job macht, eine sehr das Siebziger-Jahre-Exploitation-Kino heraufbeschwörende Farbpalette auf 35 mm zu bannen“, sieht dessen Ergebnis aber als „sehr bemüht“ und „zu Schwenks und Zooms mit lächerlicher Länge verpflichtet“ an. Selbst „nachdem er sich ein Bein ausgerissen hat, fühlt er sich immer noch verpflichtet, hin und wieder Split Screens einzusetzen. Man denkt ‚Großer Gott, man, gönn dir eine Pause und mach einfach einen Schnitt!‘“
Der Hollywood Reporter kritisiert nicht die Qualität der Aufnahmen an sich, fragt aber „Bereichern die eindrucksvolle Kameraakrobatik und die Puzzlestruktur das Storytelling oder fügen sie einfach eine verkomplizierende Schicht zu einer so-la-la-Erzählung hinzu? Wo die Geschichte ein vager und nicht überzeugender Krimi ist, ist die Antwort ein bisschen von beidem.“
In der Erzählung und den Dialogen wurden auch von vielen anderen Kritikern deutliche Schwächen festgestellt.
Heißt es im Hollywood Reporter noch, die Dialoge, die „Sprücheklopfer und Püppchen einen poetischen Spin geben“ könnten „außergewöhnlich scharfsinnig […] oder schmerzhaft spitzbübisch sein“ und bei Will Ashton, „die Handlung ist zweifellos schlampig, aber sie weiß das“, sind andere Rezensionen des Films hier weniger wohlwollend.
Matt Shiverdecker vergleicht sie mit der Optik des Films: „Die langen Takes und Kamerafahrten können ablenkend sein, aber nicht so sehr wie die Dialoge“
Glenn Kenny zufolge sei „Dennis Haucks bewusst tarantinoesker Dialog nicht nur zu oft filmschulmäßig, sondern auch zu oft selbstreferentiell literaturvergleichend“.
Die Variety nimmt an, dass die Dialoge funktionieren würden, „wenn ‚Too Late‘ ein komplettes Neo-Noir-Abstraktum ohne jegliche Ambitionen auf psychologische und erzählerische Glaubwürdigkeit wäre“, was aber nicht der Fall sei: „Oft strebt Hauck offenbar einfach das an, das am aufmerksamkeitsheischendsten ungereimt ist, sei es ein aufsehenerregendes Klischee oder abrupte Herz-auf-der-Zunge-Ehrlichkeit“.
Katie Rife macht Haucks Tarantino-Anleihen für Schwächen im Skript verantwortlich: „Wie viele Tarantino-Möchtegerns, versucht er es zu sehr. Im Ergebnis kann, obwohl die Besetzung mutig scheint, nur Hawkes den affektierten, mit Popkultur-Referenzen beladenen Dialog wirklich überzeugend durchziehen“.
Auch das Slant Magazine sieht hier Chancen verspielt: „Aber Hauck greift in seiner sklavischen Hingabe an Tarantino auf das Verwürfeln der Chronologie der Geschichte zurück und verwandelt sie damit in das Mysterium der genauen Verbindung Sampsons und Dorothys. Selbst die große Enthüllung des Films, die unseren Eindruck von Sampson als Fels in der Brandung verkomplizieren soll, reicht nicht aus, den Verdacht auszutreiben, dass alle erzählerischen Verwirrspielchen Haucks wenig mehr sind als eine oberflächliche List, ein klischeehaftes Erlösungsmärchen aufzupeppen“.
Aber auch zum Skript finden sich explizite Gegenstimmen zu den genannten Kritikern. „So sind auch die Dialoge makellos geschrieben, überhaupt ist das ganze Drehbuch von einer beeindruckend schlichten Eleganz, einfach gehalten, aber unglaublich effektiv und fantastisch umgesetzt“ schreibt etwa Maik Hahn.
Ain't It Cool News sieht im Drehbuch die Stärken von Billy Wilder, den Coen-Brüdern und Preston Sturges gebündelt, „aber es fühlt sich neu an und pulsiert mit Energie und Esprit. Hauck steht nicht einfach auf den Schultern von Riesen – er markiert seinen eigenen Boden“. Ein weiteres Review derselben Publikation sieht in dem Film eine „komplexe Charakterstudie“ und in dem cleveren Schreiben eine der besonderen Stärken, neben der schauspielerischen Leistung von John Hawkes.
In den Kritiken finden sich generell durchweg lobende Worte für Hawkes (Shiverdecker: „Hawkes erhebt das gelegentlich schwache, aber ambitionierte Skript mit einer bravourösen Leistung“, Kenny: „Der wie immer fantastische Hawkes leistet tolle Arbeit, einen Charakter zu erschaffen, der zu vier Fünfteln Philip Marlowe und zu einem Fünftel Jeff Lebowski ist“, Hahn: „Sehr viel von dieser grazilen Würde, welche der ganze Film ausstrahlt, fällt auf John Hawkes zurück, der seinen Mel Sampson mit so viel zärtlicher Melancholie versieht, dass es eine wahre Freude ist, ihn in jeder seiner Szenen zu beobachten“, Williams: „John Hawkes ist ein ständig unterschätzter Schauspieler, aber sein inbrünstiger, zorniger Ansatz hier ist nichts weniger als bemerkenswert. Hawkes hält den Film anmutig zusammen“), seltener für die der weiteren Darsteller (New York Times: „Robert Foster, als Clubbesitzer, spielt die Rolle extra-mürrisch. Seine einzige Szene […] ist intensiv und hat das perfekte Tempo“, Williams: „Als Nebendarstellerin bringt Crystal Reed eine schmerzhafte Süße in Dorothy ein, die sie über den typischen Archetyp von der Stripperin mit einem Herz aus Gold erhebt, und Dichen Lachman ist entzückend als eine von Dorothys Kolleginnen“).
Mehrfach wird sogar betont, dass die Momente, in denen Hawkes nicht zu sehen ist, gegenüber den anderen deutlich abfallen. So schreibt Raffi Asdourian: „Erst wenn wir unseren zentralen Protagonisten wirklich treffen, […] schaltet der Film auf einen ausgeglicheneren Rhythmus mit etwas Größe um. Diese sagenhafte Vorstellung von Indie-Liebling Hawkes ist der Leim, der die getrennten Szenen zusammenhält. Seine Freimütigkeit, sein Humor und seine von Herzen kommenden Emotionen halten einen mit den Gefühlswelten der Figuren verbunden, wenn sich das Mysterium mit jedem Wechsel der Filmrolle weiter abspult. Da ist es schade, dass viele der anderen Figuren, meist die weiblichen, eintönig und oftmals ausgenutzt erscheinen.“
Ebenso die Seattle Times und Will Ashton, die aber beide auch weitere Schauspieler hervorheben: „Fast jede Szene mit Hawkes ist lebendig und befriedigend theatralisch. Man spürt seine Abwesenheit wenn er nicht da ist, obwohl Joanna Cassidy, Crystal Reed and Robert Forster alle ihre Momente haben“ und „Was dem Film an Originalität fehlt, macht er fast immer mit feingeschliffenem Flair wieder wett. Aber Too Late lässt uns bisweilen etwas kalt zurück – und zum Glück springen hier die Schauspielleistungen ein. Hawkes zuzusehen ist ein Vergnügen, er passt zu seiner Figur wie ein gut eingetragener Handschuh und […] ist das geschundene Herz und die Seele des Films. Wann immer er nicht zu sehen ist, ist seine Abwesenheit zu spüren, aber Reed, Joanna Cassidy, Vail Bloom, Natalie Zea und Brett Jacobsen bringen alle eigenständig eindrückliche Leistungen ein“.
Auf die meisten Kritiker machte der Film einen eher positiven Gesamteindruck, so dass sich bei Rotten Tomatoes eine Wertung von 70 % und bei Metacritic eine durchschnittliche Wertung von 54 % ergab.
Der Film sei „ein wirklich beeindruckendes Debüt“ (Fred Topel) und „eine tief menschliche und bestechend gestylte Aufnahme purer cineastischer Euphorie“ (Williams).
Trotz seiner Schwächen konnte Ken Jaworowski „nicht vermeiden, fast jeden Moment des Films zu lieben“ und auch David Lewis kommt zu dem Schluss, „Die Puzzlestücke von Haucks Denksportaufgabe passen nicht immer perfekt zusammen, aber es lässt sich nicht leugnen, dass sie geradezu ansteckenden Spaß macht“.
Matt Shiverdecker empfiehlt den Film schon weil er „ein Rückgriff auf die Indie-Filme der 1990er [ist], den wir nicht mehr häufig sehen“ und vergibt Bonuspunkte für einen stimmungsvollen Soundtrack.
Unter den verhalteneren Stimmen finden sich Kommentare wie „Unbestreitbar wagemutig, aber so abgebrüht, dass er verkocht ist“ (The Hollywood Reporter) und „‚Too Late‘ funktioniert besser als Stilübung als als fesselndes Drama, auch wenn eine inbrünstige Darbietung von John Hawkes es recht weit bringt“ (Sean P. Means).
Leah Pickett analysiert: „Dieser bemerkenswerte Debüt-Film, eine durchgestylte Mischung von klassischem Film noir und New-Hollywood-Pulp, mag Mainstream-Zuschauer mit seinem affektierten Drama und dem Offbeat-Tempo verschrecken, aber Cineasten werden entzückt sein“.
Das Fazit von Will Ashton lautet: „Too Late läuft Gefahr, ein kleines bisschen zu selbstgefällig und selbstbewusst zu sein, und das beißt ihm oft in den Arsch. Sein Format ist maßlos, aber das dient einem Zweck. Obwohl er nicht ganz das Meisterwerk ist, das er sein will, hinterlässt er erfolgreich einen beachtlichen Eindruck“.

## Auszeichnungen
Der Film gewann den Breakthrough Achievement Award des Twin Cities Film Fests und war im selben Jahr auch für Preise des Los Angeles Film Festivals und des Oldenburg Film Festivals nominiert, das Lied Down With Mary außerdem im Jahr 2016 für die Hollywood Music In Media Awards.